# Argostemma wollastonii
Argostemma wollastonii är en måreväxtart som beskrevs av Herbert Fuller Wernham. Argostemma wollastonii ingår i släktet Argostemma och familjen måreväxter. Inga underarter finns listade i Catalogue of Life.